# 德瑟雷特新聞

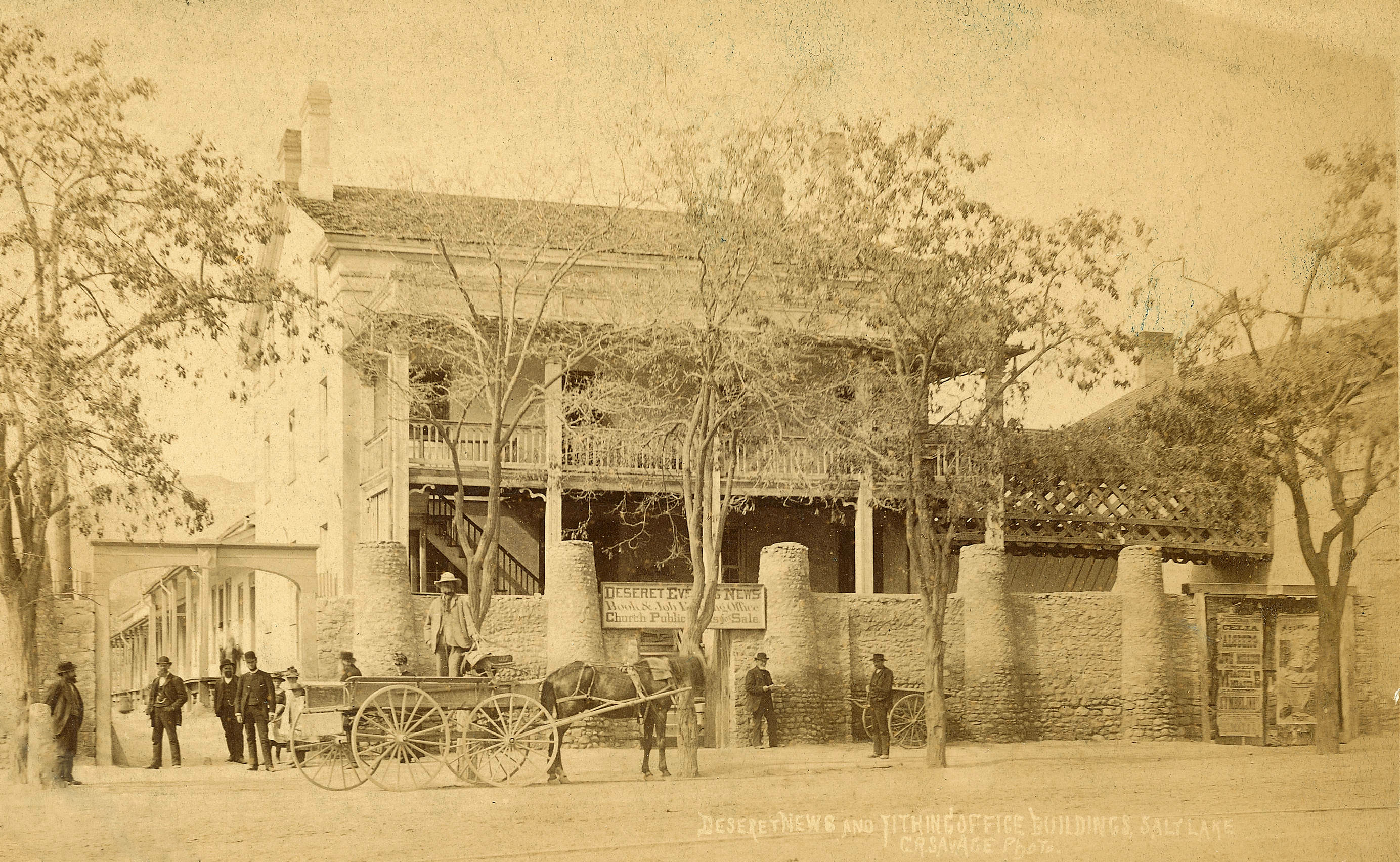
1851年－1854年與1862年－1903年德瑟雷特報的報社

德瑟雷特新聞（英語：Deseret News）是美國西部持續發行時間最長的新聞出版物，現為多平台的媒體，內容涵蓋新聞與政治、文化、運動、娛樂與信仰等主題的評論文章。德瑟雷特新聞的總部位於猶他州鹽湖城，由耶穌基督後期聖徒教會所屬的德瑟雷特新聞出版公司發行，得名自猶他州舊時的別稱德瑟雷特，報導的新聞許多為猶他州當地相關的內容。
2021年1月起，德瑟雷特新聞的報紙由每日發行改為每週發行，網站與手機app則維持每日發行。